# Santi Simone e Giuda (Mantua)

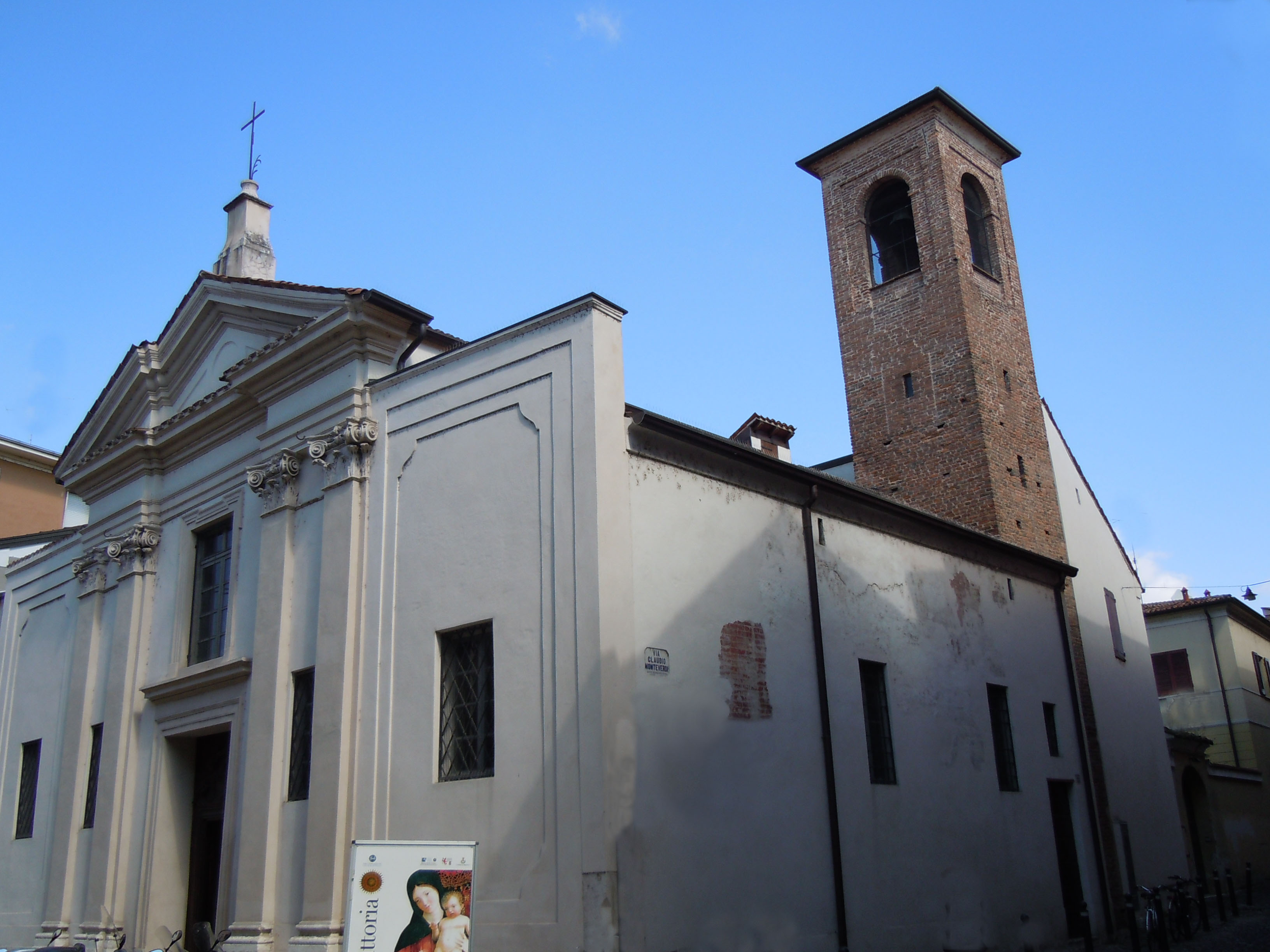
Santi Simone e Giuda, Haupt- und rechte Seitenfassade mit dem Campanile

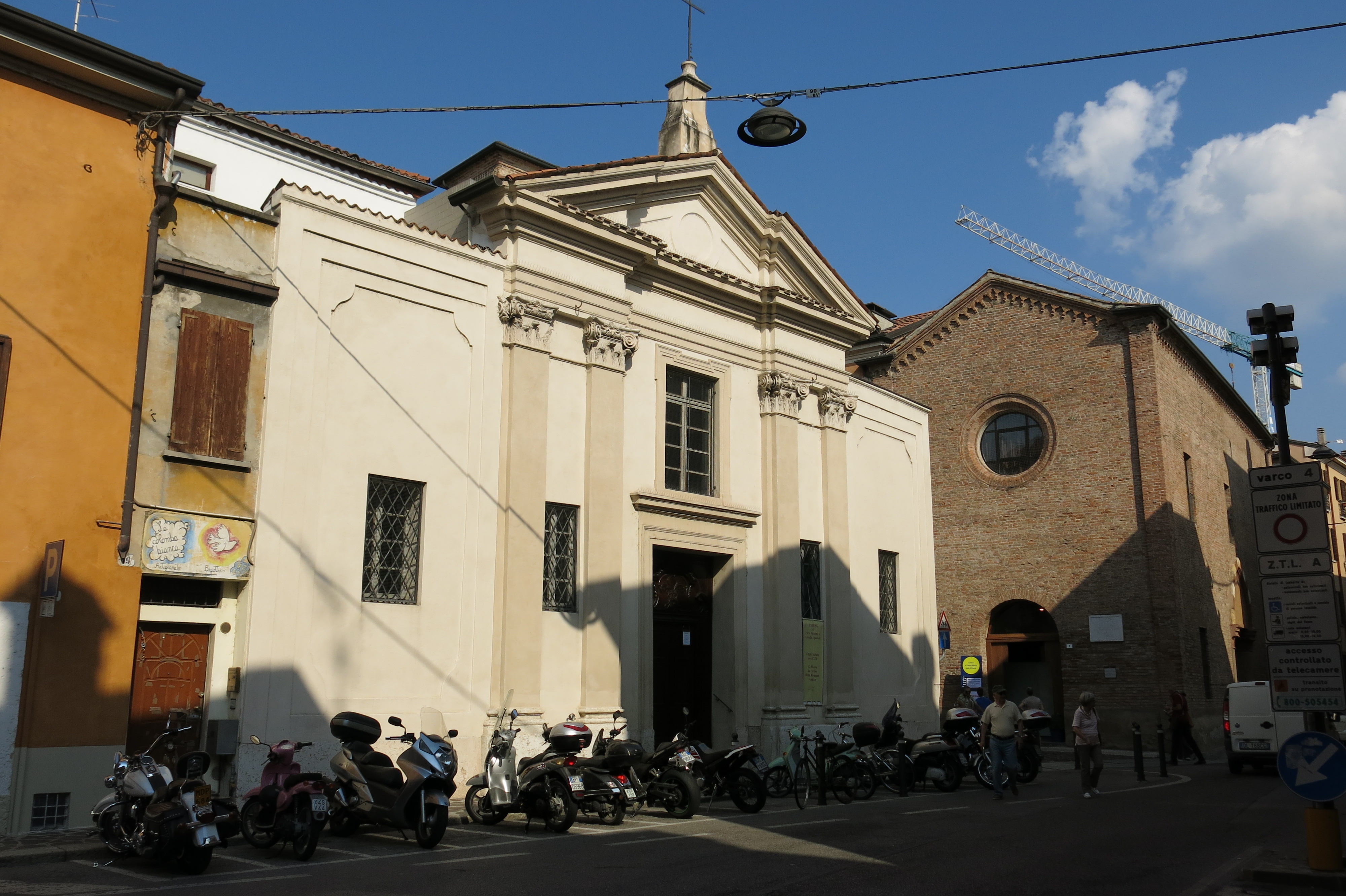
Die Kirchen Santi Simone e Giuda (links) und Santa Maria della Vittoria (rechts)

Santi Simone e Giuda (deutsch St. Simon und Judas) ist eine römisch-katholische Filialkirche in der oberitalienischen Stadt Mantua in der Lombardei. Sie zählt zu den ältesten Gotteshäusern der Stadt, deren Ursprünge bis in das 7. Jahrhundert zurückreichen.

## Geschichte
Die Kirche wurde an einer geschichtsträchtigen Stelle errichtet, an der ein kleines langobardisches oder karolingisches Oratorium stand, das zwischen dem 7. und 8. Jahrhundert erbaut wurde. Letzteres wurde zwischen dem 11. und 12. Jahrhundert erweitert. Zu Beginn des 15. Jahrhunderts wurde der Bau mit einem Campanile ergänzt. Ab der Mitte des 15. Jahrhunderts begann der langsame Niedergang der im alten Hafenviertel am Mincio gelegenen Pfarre.
1593 wurde die in einem schlechten baulichen Zustand befindliche Kirche auf Drängen des Bischofs Francesco Gonzaga praktisch neu errichtet. Der ursprünglich einschiffigen Bau wurde dabei um zwei Seitenschiffe ergänzt, in denen vier Seitenkapellen Platz fanden. 1599 fand in der Kirche die Hochzeit des Hofkomponisten Claudio Monteverdi statt. Auch sein zwei Jahre später erstgeborener Sohn wurde hier getauft. Eine weitere Persönlichkeit, die mit der Kirche Santi Simone e Giuda verbunden war, war der Architekt Antonio Maria Viani, der seit 1591 Vorsteher der herzoglichen Bauhütten am Hofe der Gonzagas war. Viani war mit dem Pfarrer der Kirche befreundet und wurde auf eigenen Wunsch hier 1638 bestattet.
1694 wurden zwei Sängerkanzeln errichtet sowie zwei hölzerne Beichtstühle aufgestellt. Ebenfalls im Laufe des 17. Jahrhunderts entstand die im klassizistischen Barock gehaltene Hauptfassade.
1775 wurden die Innenräume vollkommen umgestaltet und ein Tonnengewölbe eingezogen. Des Weiteren wurde die Apsis verlängert. Während des Zweiten Koalitionskrieges wurde die Kirche von französischen Truppen beschlagnahmt, die dort ihr Lager einrichteten. 1805 wurde schließlich die Pfarrei aufgelöst und die Kirche Santi Simone e Giuda zur Filialkirche von Sant’Andrea herabgestuft. 1827 sowie 1911 wurde sie restauriert, wobei 1911 nur die Fassade von den Restaurierungsarbeiten betroffen war. Nach ihrer Schließung 2003 wurde sie einschließlich des Campanile vollständig restauriert.

## Beschreibung
Das Erscheinungsbild der Kirche Santi Simone e Giuda geht auf die Barockzeit zurück. Wie beim Campanile wurde beim Bau des dreischiffigen Longitudinalbaus auf Mauerziegeln zurückgegriffen. Die im klassizistischen Barock gehaltene dreigeteilte Hauptfassade spiegelt den asymmetrischen dreischiffigen Innenraum wider. Seitlich des Kirchenportals befinden sich jeweils zwei Pilaster-Paare mit Kompositkapitellen, auf denen das Tympanon ruht.
Der Innenraum ist mit Stuckarbeiten und Wandmalereien ausgeschmückt. Die im 18. Jahrhundert entstandenen Deckenbilder stammen vom Maler Giorgio Anselmi. In den beiden Seitenschiffen stehen jeweils zwei kleine Seitenkapellen mit vermeintlichen Marmoraltären, die aber aus Gips und Holz gemacht sind. Drei der vier Seitenaltäre sind der Muttergottes mit verschiedenen Marienbildnissen geweiht. Der vierte ist dem heiligen Anselm von Lucca geweiht. Die dazugehörige Pala, die den heiligen Anselm zeigt, stammt aus der Feder von Francesco Borgani. Die Pala, auf der die Madonna mit Kind dargestellt ist, wurde von Anselmi angefertigt. Das in der Mitte des 19. Jahrhunderts für Santi Simone e Giuda entstandene Gemälde des heiligem Aloisius von Gonzaga von Adeodato Malatesta befindet sich nicht mehr in der Kirche.
Eine 1914 aufgestellte Gedenktafel im Innenraum rechts des Eingangs erinnert an den kurzen Aufenthalt des aus Schottland stammenden Gelehrten James Crichton am Hof von Guglielmo Gonzaga, der in Italien als der „bewundernswerte Critonio“ bekannt war. Er soll 1582 im Disput mit dem Sohn des Gonzaga, Vincenzo I., erstochen worden sein und die letzte Absolution hier in der Kirche erhalten haben.